# مايكل أنجلو (فيروس حاسوب)
فيروس مايكل أنجلو (بالإنجليزية: Michelangelo virus)‏ هو فيروس بدء التشغيل، رُصد لأوَّل مرَّةٍ في عقد 1990، وأُطلق عليه هذا الاسم نسبةً إلى الفنَّان الإيطاليِّ «مايكل أنجلو»؛ لأنَّهُ ظهر يوم مولده (6 مارس). يُعتبر أحد  فيروسات الحاسوب الأكثر ضررًا وتأثيرًا في العالم. يُصيب هذا الفيروس سجل الإقلاع الرئيسي على الأقراص الثابتة وقطاع الإقلاع بالنسبة للأقراص المرنة.

## التاريخ

### الأُصول
في 4 فبراير 1991، اكتشف بائع تجزئة لأجهزة الكمبيوتر في ملبورن بأستراليا، ظهور رسائل غريبة عند تثبيت برنامج مكافحة فيروسات على جهاز كمبيوتر. كشف فحص قرص مصاب بواسطة روجر ريوردان أنه فيروس إقلاع جديد. أظهر الفحص كذلك أنَّ هذا الفيروس يستبدل بيانات القرص الصلب بأحرف عشوائيَّة في السادس من مارس من كل عام.

## الضرر
هذا الفيروس مشابه جدًا لعائلة الفيروسات «ستوند [الإنجليزية]». وينتقل عند وضع قرص مرن مُصاب ثُمَّ تمهيده، بعدها يتم تحميل الفيروس في ذاكرة الحاسوب من القرص المُصاب. ثُمَّ يصيب الجهاز بسرعة عن طريق إقلاع القرص الصلب، كما أنَّهُ لا يؤثر على ملفات المُستخدم، لذلك؛ فإنَّ النسخ الاحتياطيِّ قبل الإصابة تمكن من الاسترداد الكامل لجميع بيانات المُستخدم وبرامجه.
إذا شُغِّل نظام التشغيل المُصاب في يوم 6 مارس من أيِّ عام، فسيقوم الفيروس بالكتابة فوق أجزاء من القرص الصلب ببياناتٍ عشوائيَّة؛ تجعل القرص الصلب وجميع المعلومات الخاصة به، غير قابلة للوصول. تكون ملفات الجهاز غير قابلة للاستخدام بشكل أساسي، وهي كارثة للعديد من الشركات التي تعتمد بشكل متزايد على أجهزة الكمبيوتر في أنشطتها اليوميَّة.

## الاسم
لا يحتوي الرِّماز البرمجي للفيروس على توقيع ‏ أو رقم إصدار أو تواريخ أو أسماء. وأشار مكتشف الفيروس، المهندس والمبرمج الأسترالي «روجر ريوردان» إلى أنَّهُ أراد تسمية الفيروس على اسم صديق لهُ يوافق عيد ميلاده في ذلك التاريخ. واقترح بدلًا من ذلك استخدام اسم شخصية معروفة، ثُمَّ اختار تاريخ ميلاد «مايكل أنجلو».

## الانتشار
منذ أن كان وجود الفيروس معروفًا بالفعل، بدأ المُطَّلعون والصحفيون بالتكهن بعدد أجهزة الكمبيوتر التي قد تكون مصابةً بالفعل بالفيروس.
نُقل عن الخبير في مجال مُكافحَة فيروسات الحاسوب جون مكافي قوله: «يُمكن القضاء على ما يصل إلى خمسة ملايين جهاز كمبيوتر حول العالم بواسطة فيروس مايكل أنجلو».

## مُكافحَة الفيروس
بعد وقتٍ قصير من اكتشاف الفيروس، كتب مُكتشفه «روجر ريوردان»، برنامج مكافحة فيروسات مصممًا خصيصًا لهذا الفيروس اسمه «سايبك» (بالإنجليزية: Cybec)‏ ووزعه كبرنامج تجريبي من خلال شركته الخاصة.
استنادًا إلى نورتن أنتي فايرس 2.0 لنظام دوس (بالإنجليزية: Norton AntiVirus 2.0 for DOS)‏، تم تقديم إصدار مجاني يُسمَّى نورتن آنتي فيرس نُسخة مايكل أنجلو (بالإنجليزية: Norton Anti-Virus Michelangelo Edition)‏ بسبب انتشار فيروس مايكل أنجلو في أوائل عام 1992. يستخدم هذا الإصدار فقط للكشف عن هذا الفيروس حصرًا، كما يحث هذا البرنامج المُستخدمين على شراء النسخة الكاملة.